# 2002년 오만 사이클론
2002년 오만 사이클론 (JTWC : 01A, 공식: Cyclonic Storm ARB 01 )은 2002년 5월 오만 도파르주 지역을 강타한 열대성 사이클론이다. 2002년 북인도양에서의 첫 사이클론이고, 5월에 발생했다. 아라비아 해에서 대부분의 기간 동안 서북서쪽 이동을 유지했다. 저기압은 5월에 사이클론 상태에 도달했다. 이 사이클론은 살 랄라 근처에 상륙해 얼마 지나지 않아 소멸되었다. 이 사이클론은 5월에 아라비아 반도에 접근한 기록을 달성한 열두 개의 열대성 저기압 중 하나이며, 이것은 드문 사례이다.
사이클론은 30년 만에 도파르주에 가장 강력한 세력으로 상륙했다. 이 사이클론이 일으킨 홍수로 차량이 휩쓸리고 여러 사람이 익사했다. 이 사이클론으로 인해 총 25만 달러의 심각한 피해가 발생했다.

## 진행 경로

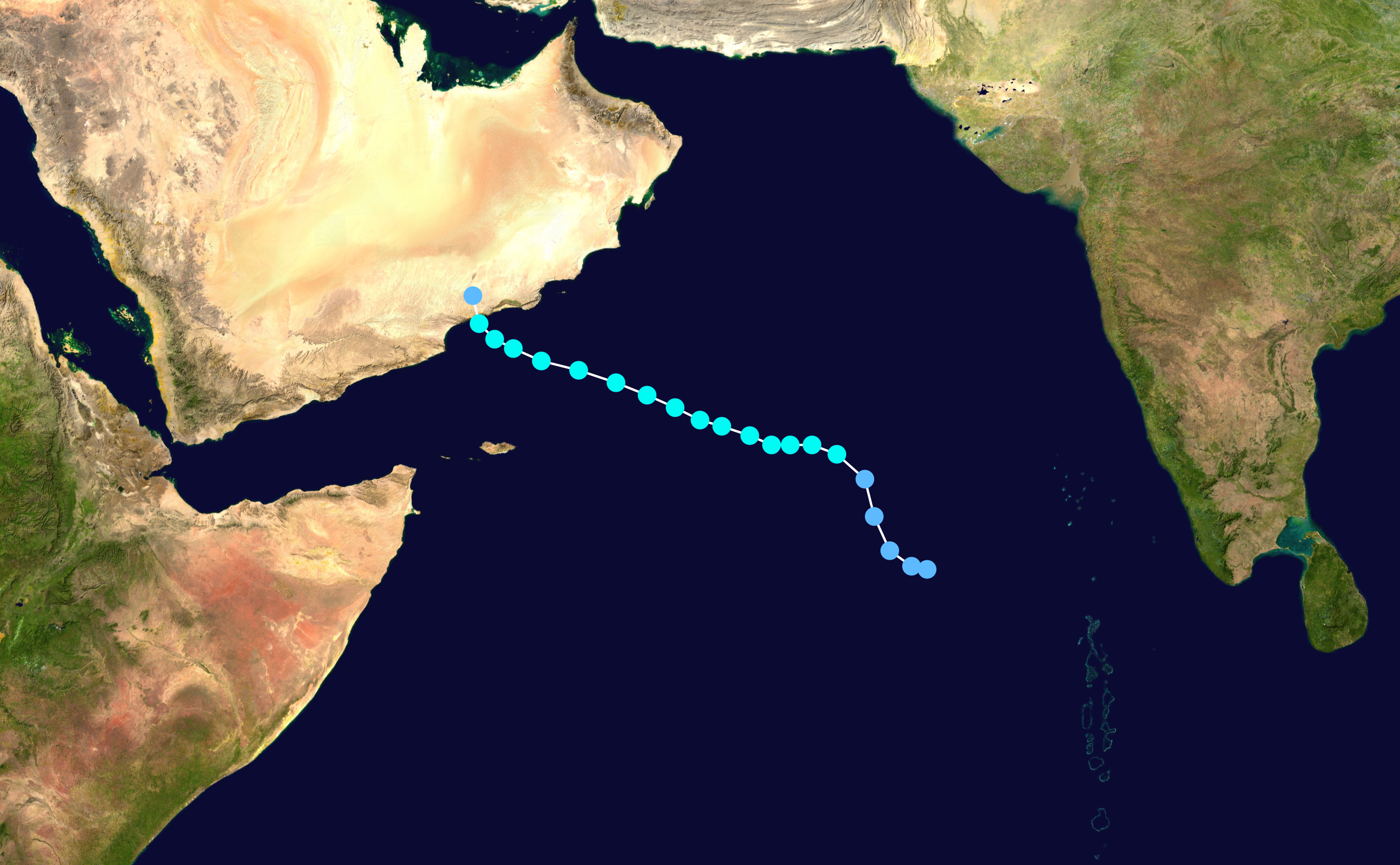

2002년 5월, 스리랑카 근해에서 약하고 광범위한 순환 기류가 만들어졌다. 이 순환기류는 적도 근해 부근에서 아라비아해 방향인 서북서쪽으로 이동했다. 이 순환기류는 서북서쪽으로 이동하면서 발달해 인도 기상청 (IMD)는 이 기류를 저기압으로 승격, 감시를 시작했다. 같은 시기에 JTWC는 이를 열대성 저기압 01A로 분류했으며 이때 이 저기압은 오만 살렐라 남동쪽 약 1300km 지점에 위치해 있었다.
열대 저기압이 된 후 강한 저기압으로 격상되었고, 바람의 강도가 세졌지만 중심이 붕괴되면서 구조가 혼란스러워졌다. 대류는 아라비아 반도의 건조한 공기와 윈드 시어의 영향으로 약해졌다. 그 결과 IMD는 5월 초에 강한 저기압에서 저기압 상태로 하향 조정했다. 그러나 하루가 지난 후 저기압의 서쪽 절반에서 대류가 재발달하였다.
5월 상순, IMD는 저기압을 사이클론으로 격상했다. 65의 바람을 추정 km / h (40 mph) 및 994 밀리바 (29.4 inHg) 의 압력. 그 무렵 JTWC는 폭풍의 최대풍속이 85노트까지 도달한 것으로 추정했다. 얼마 후, 폭풍은 오만 살 랄라 근처에 상륙했고, 상륙 후 얼마 지나지 않아 육지 마찰로 인한 소멸이 시작되었다. 오만의 도파르 지역에 상륙하는 것은 드문 일이었다.

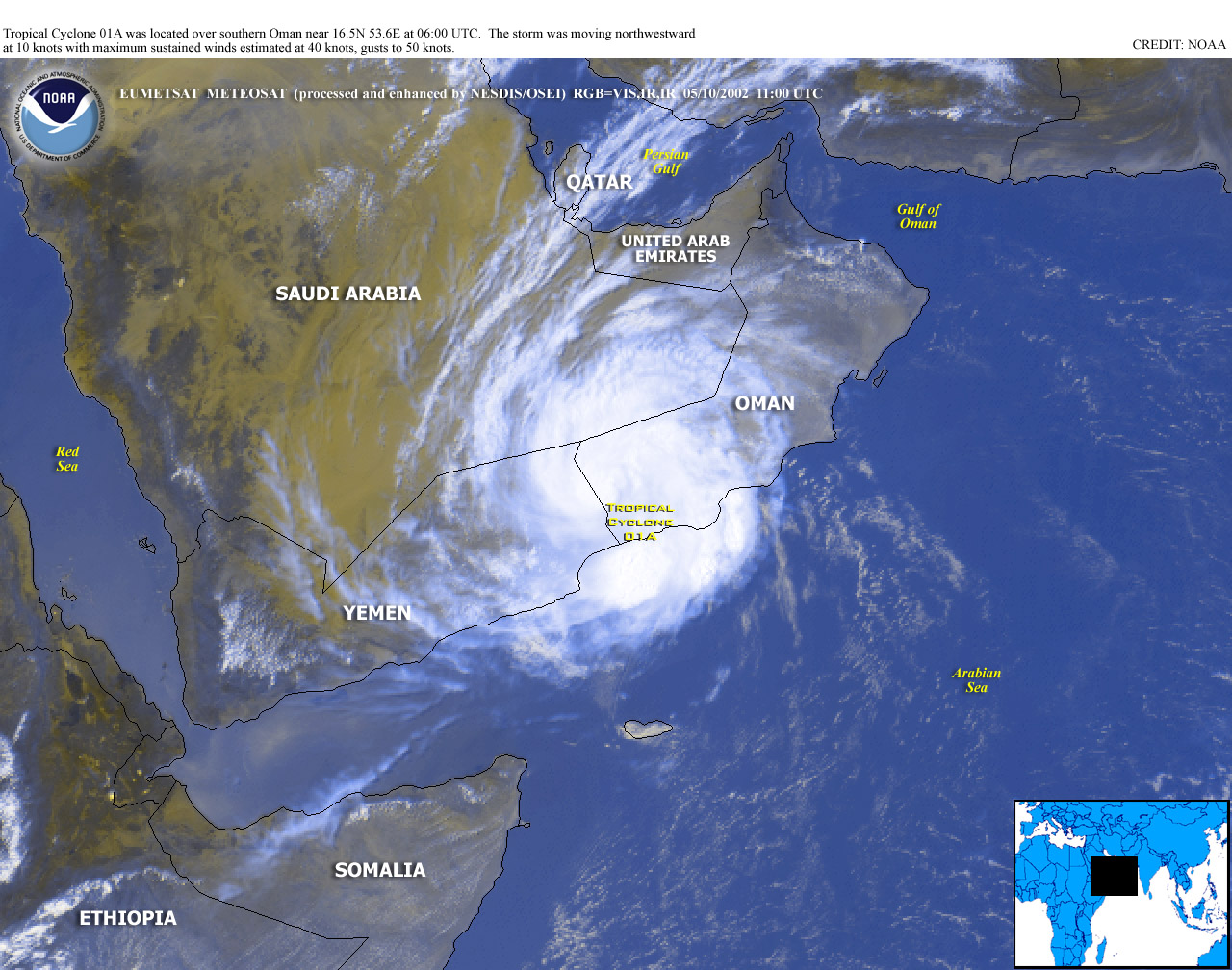
상륙 후 위성 사진

해안선을 따라 폭풍의 접근으로 최대 4개의 강한 파도가 발생했다. 폭풍은 육지 근처에 폭우를 내리게 했는데, 이는 30년 만에 도파르 지역에서 가장 많은 강수량을 기록하게 했다. 그 결과 도시에서 일부 홍수가 보고되었으며 여러 와디 또는 일반적으로 마른 강바닥이 갑작스럽게 물이 흐르는 강이 되었다. 한 스테이션은 1146의 방전을 기록했다. 쿠아톤 지역에서도 강수량은 251mm에 달했다. 이는 오만에서 가장 높은 수치였다. 사이클론이 통과하는 동안 심한 뇌우가 보고되었으며 바람이 최고조에 달했다. 이웃나라인 예멘의 알 가이 다시도 강한 바람이 기록되었다.
피해는 심각하고 광범위했으며 총 250만 달러의 피해를 보았다. 폭풍의 영향에는 재산, 농작물, 운송 및 농업 피해가 포함되었으며 폭풍이 지나가는 동안 수백 마리의 소가 익사했다. 오만의 도파르 지역에서 폭풍으로 여러 사람이 부상을 입었고 총 9명이 사망했다. 대부분의 사망자는 익사로, 일반적으로 건조한 지역에서 차량이 홍수로 휩쓸리면서 발생했다. 두 명의 군인과 한 명의 경찰이 다른 사람들을 위험에서 구조하는 동안 익사했다.
폭풍의 여파로 오만 정부는 4,000달러 지원을 요청하고 500명에게 재정을 제공했다. 또한 정부는 이재민을 위한 임시 주택을 공급했다.

## 같이 보기
- 아라비아 반도 열대성 저기압 목록
- 1996년 오만 사이클론